# Liste des évêques de Maroua-Mokolo

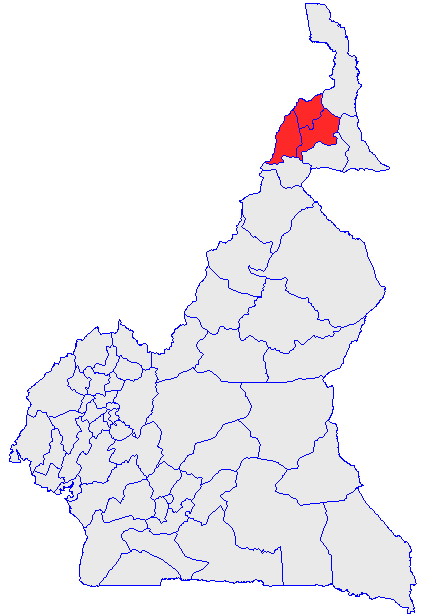
Diocèse de Maroua-Mokolo.

Liste des évêques de Maroua-Mokolo (Dioecesis Maruanus-Mokolensis) débute lors de l'érection en évêché, le 29 janvier 1973, de la préfecture apostolique camerounaise de Maroua-Mokolo, créée le 11 mars 1968 par détachement de l'évêché de Garoua.

## Préfet apostolique
- 11 mars 1968-29 janvier 1973 : Jacques de Bernon (Jacques Joseph François de Bernon)

## Évêques
- 29 janvier 1973-22 septembre 1994 : Jacques de Bernon (Jacques Joseph François de Bernon), promu évêque.
- 11 novembre 1994-5 avril 2014 : Philippe Stevens (Philippe Albert Joseph Stevens)
- depuis le 5 avril 2014 : Bruno Ateba Edo

## Sources
- L'Annuaire pontifical, sur le site http://www.catholic-hierarchy.org, à la page